# Блюменталь, Ганс-Юрген фон
Ганс-Юрген граф фон Блюменталь (23 февраля 1907 — 13 октября 1944) — немецкий аристократ и офицер вермахта во время Второй мировой войны. Известен участием в  антигитлеровском сопротивлении. Казнён за участие в заговоре 20 июля.

## Биография

### Ранние годы
Родился в Потсдаме в семье графа Ганса фон Блюменталя. Был крещён Гансом-Юргеном Адамом Людвигом Оскаром Леопольдом Бернардом Артуром. Его отец, полковник прусской армии, во время Первой мировой войны служил военным губернатором бельгийского округа Нёшато.

### Участие в сопротивлении
Ещё до начала судетского кризиса и вторжения в Чехословакию стал участником немецкого сопротивления во главе с генералом Беком. Бек и его последователи Ганс Остер и Эрвин фон Витцлебен планировали государственный переворот по свержению режима национал-социалистов. Идея заключалась в том, чтобы группа офицеров, в том числе граф Ханс-Юрген, вошла в рейхсканцелярию, преодолела сопротивление охраны СС и арестовала Гитлера. Однако политика умиротворения по отношению к Гитлеру, проводимая британским премьер-министром Невиллом Чемберленом, привела к отмене заговора.
В августе 1939 года граф Ханс-Юрген получил звание капитана. Он поддерживал связь с членами сопротивления в Абвере во главе которых стоял адмирал Канарис.
Во время вторжения в СССР командовал пехотным батальоном. В боях за Киев в июле 1941 года был тяжело ранен разрывной пулей в правую руку. Находился на излечении в Лейпциге до декабря 1942 года.
После выздоровления был включён в резерв и работал в Генеральном военном ведомстве. Там он познакомился с другими противниками режима и представил своего друга Мерца фон Квирнхайма графу Клаусу фон Штауффенбергу, который был близким другом двоюродного брата Ханс-Юргена Альбрехта фон Блюменталя. Последний представил Штауффенберга поэту-мистику Стефану Георге, из окружения которого вышли многие заговорщики.
В апреле 1943 года Ханс-Юрген был произведён в майоры. Он был офицером связи между берлинской группой заговорщиков и верховным командованием округа Щецина и, таким образом, принимал непосредственное участие в планировании заговора 20 июля.
В день неудачного покушения Штауффенберга на Гитлера Ханс-Юрген дежурил в штабе ОКХ на Бендлерштрассе. Его задачей было отслеживать сообщения, которые должны были дать сигнал к началу операции «Валькирия», лежавшей в основе переворота. После провала заговора он избежал ареста, но не смог выбраться из здания и провёл ночь, скрываясь под аркой, откуда он был свидетелем казни Штауффенберга, генерала Ольбрихта и Мерца фон Квирнхайма.
23 июля 1944 года был арестован гестапо. После осуждения «Народным судом» был повешен в тюрьме Плётцензее 13 октября 1944 года.